# Moldavien i olympiska sommarspelen 1996
Moldavien deltog i de olympiska sommarspelen 1996 med en trupp bestående av 40 deltagare, och det blev två medaljer totalt.

## Medaljer

### Silver
- Viktor Renejskij och Nicolae Juravschi - Kanotsport, C-2 500 meter

### Brons
- Sergei Mureiko - Brottning, grekisk-romersk stil, supertungvikt

## Boxning
Flugvikt
- Igor Samoilenco
  1. Första omgången — Besegrade Omar Adorno (Puerto Rico), 20-8
  2. Andra omgången — Förlorade mot Elias Recaido (Filippinerna), 8-12

Lättvikt
- Oktavian Taykou
  1. Första omgången — Förlorade mot Tontcho Tontchev (Bulgarien), domaren stoppade matchen

## Brottning
Lätt flugvikt, fristil
- Vitalie Railean — 6:e plats

Bantamvikt, fristil
- Nazim Alidjanov — 14:e plats

Weltervikt, fristil
- Victor Peicov — 7:e plats

Mellanvikt, fristil
- Gusman Jabrailov — 9:e plats

Tungvikt, grekisk-romersk stil
- Igor Grabovetchi — 6:e plats

Supertungvikt, grekisk-romersk stil
- Sergei Mureiko — brons

## Bågskytte
Damernas individuella
- Natalia Valeeva → Åttondelsfinal, 12:e plats (2-1)
- Nadejda Palovandova → 32-delsfinal, 38:e plats (0-1)

## Cykling
Herrarnas tempolopp
- Ruslan Ivanov
  - Final — 1:10:55 (→ 27:e plats)

- Igor Bonciukov
  - Final — 1:12:48 (→ 33:e plats)

## Friidrott
Herrarnas 400 meter häck
- Vadim Zadoinov
  - Heat — 49,73s (→ gick inte vidare)

Herrarnas maraton
- Valery Vlas — 2:28,36 (→ 77:e plats)

Herrarnas 20 kilometer gång
- Fedosei Ciumacenco — 1:27:57 (→ 41:e plats)

Herrarnas 50 kilometer gång
- Fedosei Ciumacenco — startade inte (→ ingen notering)

Damernas höjdhopp
- Olga Bolşova
  - Kval — 1,93m
  - Final — 1,93m (→ 12th place)

- Inna Gliznuta
  - Kval — 1,85m (→ gick inte vidare)